# Myrmarachne bicurvata
Myrmarachne bicurvata là một loài nhện trong họ Salticidae.
Loài này thuộc chi Myrmarachne. Myrmarachne bicurvata được Octavius Pickard-Cambridge miêu tả năm 1869.